# III (Take That)
III è il settimo album prodotto in studio dal gruppo musicale britannico Take That, uscito nel novembre 2014.

## Descrizione
È il primo album registrato dopo Progress del 2009 ed è il primo per il gruppo come trio, dopo l'uscita di Robbie Williams e Jason Orange.
L'album è stato preceduto dall'uscita del singolo These Days, che ha debuttato direttamente alla prima posizione della classifica britannica. Successivamente è stato estratto anche Get Ready for It come colonna sonora del film Kingsman: The Secret Service. Verrà poi pubblicato Let in the Sun come secondo singolo estratto dall'album.

## Tracce
Edizione standard
1. These Days – 3:51
2. Let in the Sun – 3:39
3. If You Want It – 4:02
4. Lovelife – 3:35
5. Portrait – 3:34
6. Higher Than Higher – 4:06
7. I Like It – 4:22
8. Give You My Love – 2:49
9. Freeze – 4:01
10. Into the Wild – 3:52
11. Flaws – 3:33
12. Get Ready for It – 3:39

Edizione deluxe
1. Believe – 4:19
2. Amazing – 4:04
3. Do It All for Love – 4:16